# دمبه‌لوو
دمبه‌لوو (به لاتین: Dəmbəlov) یک منطقه مسکونی در جمهوری آذربایجان است که در شهرستان ماسال‌لی واقع شده است. دمبه‌لوو ۹۵ نفر جمعیت دارد.

## ریشه واژه
دَمبَه یا دَمبو در زبان تالشی به‌معنی بوی خوش، لِو همان لب در زبان فارسی به‌معنی کناره یا ساحل و اُو همان آب یا رودخانه است و دمبه‌لوو یعنی بوی خوشی در کناره رود به مشام می‌رسد.